# Erin Pettit
Erin Christine Pettit, född 1971, är en amerikansk glaciolog som fokuserar på klimatförändringen. Hon är biträdande professor i geofysik och glaciologi vid University of Alaska Fairbanks i Alaska. Hennes arbete har tonvikten på sönderdelning av shelfis, havsnivåhöjning och förändring i havsströmmarna.

## Tidigt liv och utbildning
Pettit kommer ursprungligen från Seattle. Hon började sin akademiska karriär för att genomföra en Sc.B. inom maskinteknik vid Brown University, som hon fick 1994.
Innan hon gick på forskarskolan bodde hon i Los Angeles, där hon på frivillig basis deltog i Sierra Club. Hon fortsatte sedan med sin doktorsexamen i geofysik vid University of Washington 2003, där hennes avhandling fokuserade på isdelningarnas dynamiska beteende. Pettit arbetade också som forskarstuderande vid UW fram till 2006 och blev sedan forskare i fysik vid Cold Regions Research and Engineering Lab i New Hampshire. 2008 flyttade hon till University of Alaska Fairbanks och befordrades till docent.

## Karriär och påverkan

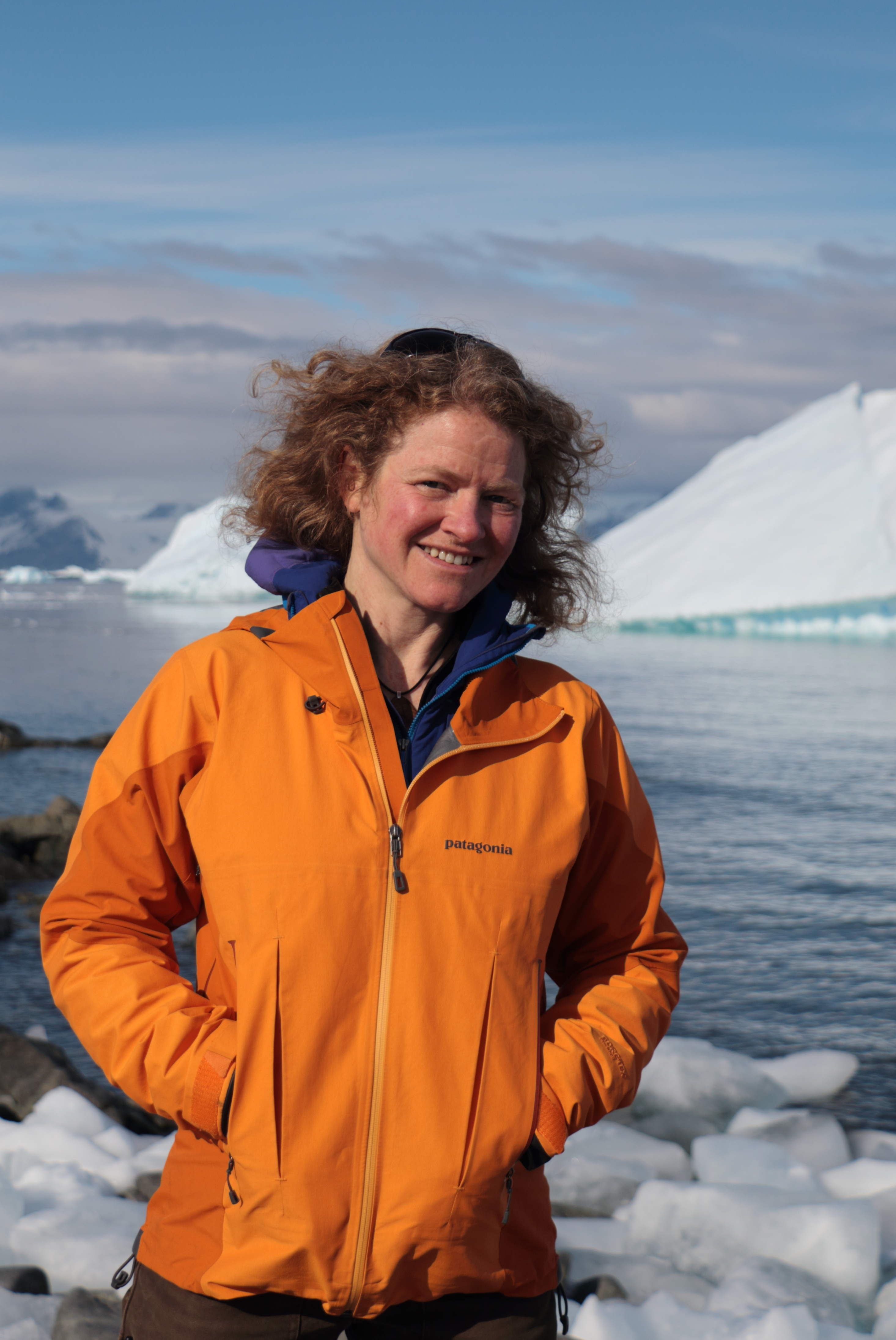
Pettit på Rothera forskningsstation

Pettits forskning är främst inriktad på glaciärernas dynamik och forskning om interaktion inom is-hav-jord-systemet. Pettit är en National Geographic Emerging Explorer som har uppfunnit nya sätt att tillämpa akustisk forskning med hydrofoner för att undersöka kalvande och smältande glaciärer som når havet och för att undersöka ishyllors sönderdelning och ishavets gräns. Hennes arbete har erkänts av många högkvalitativa källor, inklusive EARTH magazine och National Geographic, och hon blev inbjuden att presentera en TED Women om sina undersökningar, som är fokuserade på att "lyssna" på glaciärer. Hennes forskning om glaciärljud ökar kännedomen om hur undervattensbuller påverkar havslevande djur. Hon har också skapat Girls on Ice, ett vetenskapsprogram som undervisar gymnasieflickor om glaciologi, ekologi och bergsbestigning. Girls on Ice startade i Washington 1999, med att Pettit tog med fem flickor till South Cascade Glacier. Under programmet får tonåriga flickor lära sig bergsklättring, hur man använder GPS för glaciärmätning och hur man beräknar hastigheten för havsströmmar.

## Utmärkelser och hedersbetygelser
Pettit har mottagit flera utmärkelser, inklusive National Science Foundation (NSF) Geoscience El Niño RAPID Award (2016), Inspiring Women in STEM-utmärkelsen, Insight in Diversity (2015), David A. Johnston Memorial Scholarship Award (2000) samt UW Graduate School Merit Award (1997-1998). Petit fick UAF:s undervisningspris (2012) från UAF College of Natural Sciences and Mathematics samt ett meriteringspris för forskningskompetens och samordning för Girls on Ice-programmet som hon inledde (2011). Girls on Ice-programmet tar amerikanska tonårsflickor till Alaska och delstaten Washington, där de uppskattar klimatet och experterna som studerar det.